# Leopold Oser

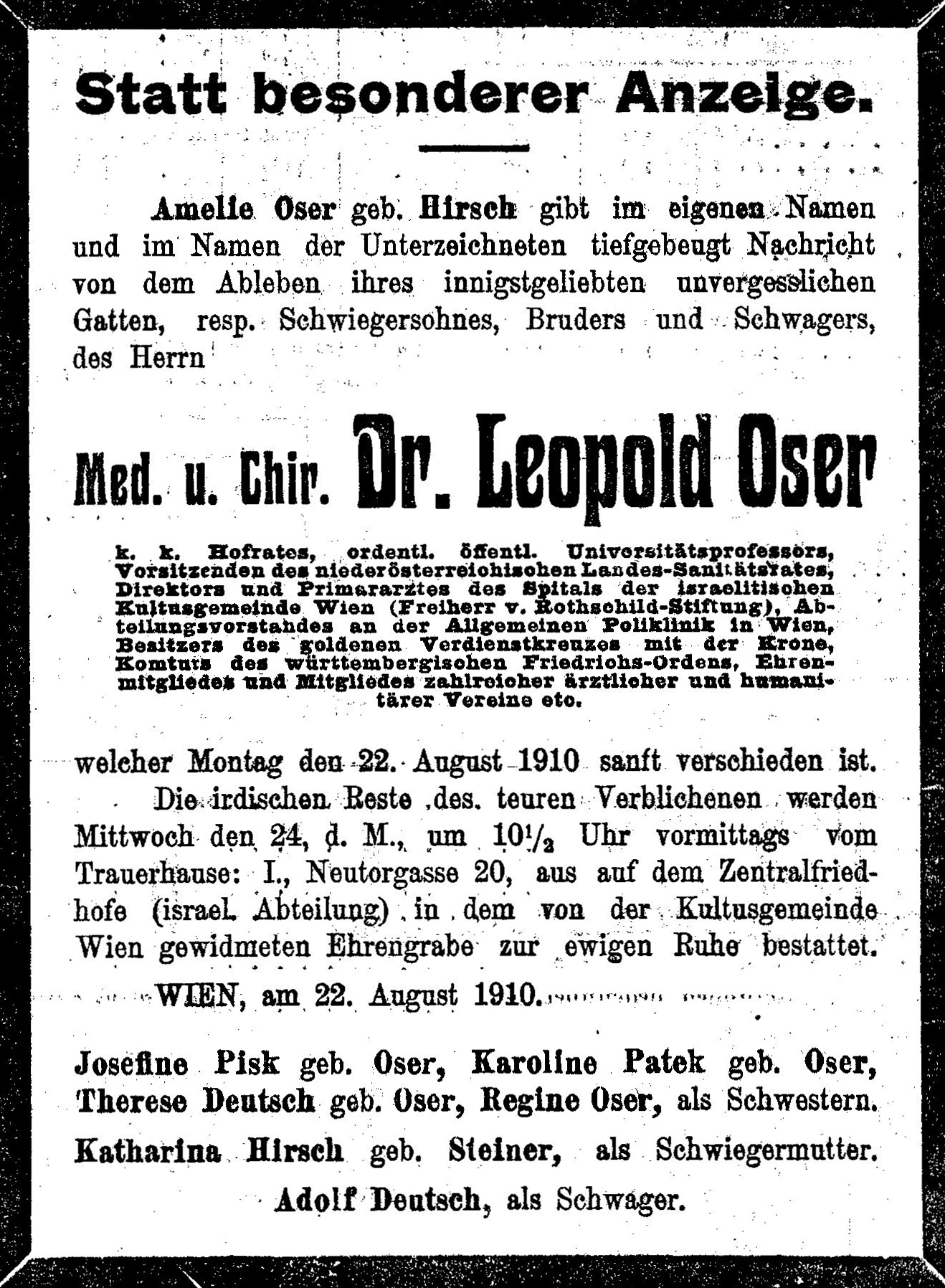
Oznámení o úmrtí pro internistu a univerzitního profesora Leopolda Osera (1839-1910); Bydliště: Neutorgasse 20, 1010 Vídeň

Leopold Oser (27. července 1839 Mikulov – 22. srpna 1910 Gainfarn bei Wien) byl rakouský lékař moravského původu, internista, vynálezce ohebné žaludeční sondy.

## Život
Po studiích na Vídeňské univerzitě, která ukončil v roce 1862, kdy získal titul doktora medicíny, pracoval 5 let jako sekundární lékař ve Všeobecné nemocnici, kde vedl oddělení pro léčbu cholery. Po habilitaci na Vídeňské univerzitě z interního lékařství byl na návrh profesora Josefa Škody jmenován primářem Nemocnice židovské komunity, kterou vedl až do své smrti. Ve stejné době také působil jako přednosta oddělení Vídeňské všeobecné polikliniky, kterou spoluzakládal. Od roku 1874 byl členem Dolnorakouské zdravotnické rady, které od roku 1905 předsedal. V roce 1885 získal titul profesora. Hlavní oblastí vědeckého zájmu Leopolda Osera byla onemocnění gastrointestinálního traktu. V roce 1875 vytvořil mnohem pohodlnější způsob gastroskopie pomocí ohebné žaludeční sondy místo neohebné trubky, která se používala do té doby.
Jeho hlavním vědeckým dílem bylo Pojednání o onemocnění slinivky břišní (1898), která vyšla v Nothnagelově Příručce speciální patologie a terapie. Dalšími pracemi byly Experimentální studie o pohybech dělohy (autorem je společně se Schlesingerem, 1873), Zpráva o skvrnitém tyfu (1876), Patologie a terapie cholery (1887) nebo K patologii zúžení střev (1890).